# St. Martins Therme & Lodge
Koordinaten: 47° 48′ 30″ N, 16° 55′ 3″ O
Die St. Martins Therme & Lodge ist eine von der Vamed Vitality World betriebene Wellness- und Thermenlandschaft nahe Frauenkirchen im burgenländischen Seewinkel.
Auf einer Gesamtfläche von 23 Hektar befinden sich ein Thermen- und Saunabereich mit knapp 2000 Quadratmeter Wasserfläche, ein Hotel mit 194 Zimmern und Suiten, sowie ein 8 Hektar großer Badesee.

## Infrastruktur

### Themenbereiche
Es gibt neben der Thermenlandschaft „Atrium“ und der Saunawelt mehrere Restaurants und Bars, ein 4-Stern-Hotel mit der Bezeichnung „Lodge“, eine Vinothek, ein Erlebnisressort für Kinder, Tagungs- und Seminarräume, ein Fitnessbereich und ein Gesundheitszentrum sowie eine Thermen-Bibliothek.
Weiters werden geführte Exkursionen in den nahe gelegenen Nationalpark angeboten, es wurde ein Laufpark errichtet und eine Kooperation mit Tourismusbetrieben der Region namens „Star Club“ geschaffen. Auch ein Radverleih und eigene Angebote für Radfahrer sowie für Pilger stehen ständig am Programm.
Die fünf Innen- und sechs Außenbecken bilden den „klassischen“ Teil des Thermenangebotes. Die Beckentemperaturen betragen 30 bis 35 °C.

### Thermalwasser
Das Wasser stammt aus der dritten anerkannten Heilquelle des Burgenlandes, die Natriumhydrogencarbonat-Chlorid-Thermal-Mineralwasser mit 43 °C und einem pH-Wert von 7,9 aus 860 m Tiefe liefert. Es wird mit einer Ergiebigkeit von sechs Litern pro Sekunde gefördert.

### Lodge
2014 war das Hotel zu 74 % ausgelastet, von den über 300.000 Thermenbesuchern war fast jeder Dritte auch Hotelgast.
Es stehen insgesamt 178 Zimmer und Suiten mit knapp 400 Betten zur Verfügung:

### Technik und Ökologie
Im Betrieb verwendet die St. Martins Therme & Lodge umweltfreundliche Energiequellen und Energierückgewinnung. An der Gebäudefassade gibt es Nistplätze für Vögel und entlang der Zufahrt zur Lodge wird ein ökologisches Beweidungskonzept eingesetzt.

## Entstehungsgeschichte

### Initiative
Da während der 1990er Jahre die touristischen Nächtigungszahlen in der Region um den Neusiedler See stagnierten, bemühten sich Politiker und Tourismusmanager um die Errichtung eines Thermalbades östlich des Sees. Einerseits sollte bei Schlechtwetter den Badegästen des Neusiedler Sees eine Alternative geboten werden und andererseits sollten damit neue Gäste außerhalb der Sommermonate gewonnen werden.
Daneben erwartete man für die strukturschwache und touristisch, landwirtschaftlich geprägte Region 200 neue Arbeitsplätze und die Absicherung oder Schaffung von zusätzlich etwa 200 Arbeitsplätzen der Zulieferbetriebe. Auch etwa 20 Lehrlinge sollten hier einen Ausbildungsplatz erhalten (weitere 35 Arbeitsplätze wurden dann ab 2014 geschaffen, drei von vier Beschäftigten stammen aus der näheren Umgebung der Therme).
In Zusammenarbeit mit der burgenländischen Landesregierung gelang es, sämtliche Gemeinden des Seewinkels einzubinden und gemeinsam mit landesnahen Unternehmen unter Federführung der WiBAG das Projekt aufzusetzen. WiBAG ist die gängige Kurzform der Wirtschaftsservice Burgenland AG die seit 2015 unter Wirtschaft Burgenland GmbH firmiert und vollständig im Besitz des Bundeslandes Burgenland ist.
2003 präsentierte die von den Projektbetreibern beauftragte Vamed eine positive Machbarkeitsstudie und einen ersten Projektplan.

### Eigentümer
Die 13 Gemeinden des Seewinkels mit 24,5 %, die Athena Burgenland Beteiligungen AG mit 49 %, ein Treuhänder mit 2 % und die WiBAG mit 24,5 % Anteil gründeten die „Seewinkel Therme Besitzgesellschaft m.b.H.“ mit Sitz in Eisenstadt um die Finanzierung des Projektes zu sichern. Später wurden dann sämtliche landesnahen Anteile in der WiBAG gebündelt, so hält diese heute 77 % und der Anteil der Gemeinden beträgt 23 %.
Diese 77 % Anteile der WiBAG sollen zum Verkauf gestellt werden, sobald der Betrieb entsprechende Gewinne erzielt und das Marktumfeld dafür günstig ist. Angesichts der scharfen Konkurrenz vor allem aus Ungarn, ist kein Termin planbar.
Zusätzlich wurden die „Seewinkel Thermeninfrastruktur GmbH“ und die „Seewinkel ThermeninfrastrukturHolding GmbH“ gegründet, damit die Gemeinden als eine juristische Person auftreten können. Aber auch Beiträge zum Vorhaben wurden mit diesen Firmen geleistet, so wurden unter anderem die Bohrungen nach Thermalwasser finanziert. Diese Firmen sind mittlerweile im Besitz der Gemeinden. Während der Entstehungsphase gehörten einige Anteile der WiBAG, die auch die Geschäftsführung stellte und das Projekt abwickelte. Die beiden Unternehmen verkaufen das Thermalwasser an die St. Martins Therme und erstatten mit dem Erlös und den Kommunalabgaben – neben den Erträgen der Therme – die Kredite.

### Standort
Mehrere Gemeinden waren daran interessiert, die Therme im Ort zu haben. Es wurden darum die Ergebnisse früherer Gas- und Ölbohrungen mit Experten gesichtet, um einen Standort im Bereich des unterirdischen, artesischen Sees zu verorten.
2005 fiel die Entscheidung für die zentral gelegene Stadt Frauenkirchen, größter Ort des Seewinkels. Nach Probebohrungen in einer aufgelassenen Schottergrube, die hochwertiges Thermalwasser aus dem größten Mineralwasservorkommen Europas zu Tage förderten, war wenige Kilometer südlich der Stadt ein geeigneter Bauplatz gefunden.
Der Standort grenzt südlich und westlich an das Naturschutzgebiet, liegt aber knapp außerhalb. Damit wurde einerseits die Forderung nach möglichst umweltschonender Errichtung und Betrieb unterstützt und andererseits wurden die baubehördlichen Auflagen und Verfahren vereinfacht.

### Finanzierung
Unter den Beteiligten herrschte Übereinkunft, dass sich die Rentabilität des Projektes erst gesamtheitlich durch die Auswirkung auf die Region rechnen würde, da die Erträge aus dem Thermenbetrieb die Investitionen nur langfristig tilgen könnten. Weiden am See als vierzehnte Gemeinde stieg jedoch frühzeitig aus dem Projekt aus, da es sich vom Aufteilungsschlüssel der Kommunalsteuereinnahmen benachteiligt fühlte.
Die Projektkosten betrugen 83,2 Mio. Euro. Diese wurde zu 47 % mit 44 Mio. Euro aus Krediten und zu 19 % aus Fördermitteln (22 Mio. Euro je zur Hälfte vom Bund und vom Land im Rahmen des Arbeitsmarktförderungsgesetzes) finanziert. 34 % kamen von Gemeinden und lokalen Infrastrukturbetrieben wie BEWAG, BEGAS, Wasserleitungsverband Nördliches Burgenland, sowie kreditgebenden Banken. Jede Gemeinde steuerte eine Garantie über etwa 500.000 Euro für die Errichtung bei, die Investoren weitere 13 Mio. Euro. Auch EU Gelder aus dem EFRE Topf konnten für das Projekt gewonnen werden. Der gesamte Finanzierungsprozess wurde unter der Leitung der Raiffeisenlandesbank Burgenland organisiert.
Die Wirtschaftlichkeitsrechnung wurde positiv dargestellt und mit einem Einzugsgebiet von 3,5 Millionen potentiellen Gästen im Umkreis von 100 km argumentiert. Aufgezählt wurden der Großraum Wien, der Großraum Bratislava, Győr, Sopron und Wiener Neustadt. Mit den erwarteten etwa 1000 Tagesgästen wurde eine Finanzierungslaufzeit von 25 Jahren prognostiziert.

### Errichtung
Das Gesamtprojekt für Errichtung und Betrieb wurde an die Vamed übergeben, diese gründete für den Betrieb die „Therme Seewinkel Betriebsgesellschaft m.b.H“. Als Namensgeber der Therme wurde der Heilige Martin, Landespatron des Burgenlandes, gewählt.
Der Entwurf des Architekten Wolfgang Vanek von Holzbauer & Partner in Wien erhielt im Zuge einer Ausschreibung den Zuschlag. Er sah ein schneckenförmiges Zentralgebäude für die Therme mit anschließenden Saunabereich und einem Hotel direkt am Badesee mit einer Bruttogeschoßfläche von insgesamt 36.024 m² vor.
Der Rohbau wurde von der Habau unter Berücksichtigung bestmöglicher ökologischer Verträglichkeit in 9 Monaten mit gut 140 Arbeitern und 7 Turmkränen fertiggestellt. Für den Baukörper mit einer Grundfläche von 16.000 m2 waren 100.000 m3 Aushub notwendig. Beim Bau wurden rund 4.000 Tonnen Bewehrungsstahl, rund 100.000 m2 Schalungsflächen und etwa 35.000 m3 Beton verbaut.
Für den Innenausbau wurden Fachspezialisten, wie zum Beispiel Klafs für die Saunen und Dampfbäder, beauftragt.
Die Gemeinden leisteten weitere Beträge durch Investitionen in die umliegende Infrastruktur wie zum Beispiel dem Straßenbau.
Spatenstich war 2007 und die Therme wurde im November 2009 eröffnet.

### Erweiterung
Der wirtschaftliche Erfolg mit 62.000 Nächtigungen pro Jahr stellte sich rasch ein. Darum wurde im Sommer 2013 ein Ausbauprojekt im Umfang von 17,5 Millionen Euro gestartet, das weitere 28 Suiten von 45 und 79 m² und andere Zubauten im Thermen und Saunabereich beinhaltete. So wurde ein zusätzlicher Saunabereich auf Stelzen in den Badesee hinein gebaut, ohne den laufenden Betrieb zu beeinträchtigen.
Die feierliche Eröffnung der neuen Bereiche fand am 11. November 2014 statt.

## Auszeichnungen
- In den Jahren 2011, 2012, 2013 und 2015 erhielt die Therme die Auszeichnung „Austria’s Leading Resort“ von „World Travel Awards“.[28]
- Bei den “European Health & Spa Awards” 2015 wurde die St. Martins Therme & Lodge als bestes Thermenresort prämiert.[29]
- Auch die Kundenbewertungen bei Trip Advisor sind überdurchschnittlich gut.[30]

## Kritik
Der Landtagsabgeordnete Johann Tschürtz (FPÖ) kritisierte die damalige SPÖ-Regierung unter Hans Niessl in einer Landtagssitzung im Jahr 2012, weil die mit Fördergeldern geschaffenen Arbeitsplätze der Therme – seiner Ansicht nach – zum Großteil an ausländische Arbeitnehmer gingen.
Niessl erklärte, dass bloß 30 % der Arbeitnehmer aus dem benachbarten Ausland stammen.